# Лиляна Димитрова (сухогруз)
"Лиляна Димитрова" - болгарский сухогруз, один из крупнейших кораблей, построенных в Болгарии.

## История
Корабль был построен на Варненском судостроительном заводе имени Георгия Димитрова.
6 января 1982 года он был спущен на воду, получил название "Лиляна Димитрова" (в честь погибшей в 1944 году студентки-участницы болгарского Движения Сопротивления) и был зачислен в состав болгарского морского торгового флота.
1 сентября 1983 года корабль вернулся в Болгарию, завершив своё первое кругосветное плавание, которое заняло 137 суток (из этих 137 дней он находился на ходу 96 дней, ещё 25 дней стоял на якоре и 16 - у причалов в портах).
22 июля 1989 года судно отплыло во второе кругосветное плавание, проходившее по маршруту Варна - порт Южный - КНР - Австралия - Панамский канал - Мексика - США - Болгария. В ходе этого рекордного для болгарского торгового флота 282-дневного плавания судно прошло 38 239 морских миль и перевезло 115 450 тонн груза.
3 мая 1995 года во время выполнения рейса из Западной Европы в Таиланд в Аденском заливе на корабль было совершено пиратское нападение - судно без опознавательных знаков пошло на сближение и открыло огонь по "Лиляне Димитровой". В результате, корабль получил повреждения, был ранен один член экипажа (второй механик, который после оказания первой помощи и доставки в корабельный лазарет был оставлен в госпитале йеменского порта Мукала для продолжения лечения).
6 декабря 2005 года во время стоянки в порту города Браке (ФРГ) на корабле произошёл взрыв горюче-смазочных веществ, в результате был тяжело ранен один моряк.
Начавшийся в 2008 году экономический кризис осложнил положение болгарского торгового флота, в июле 2008 года пароходство "Български морски флот" (в собственности которого находился корабль "Лиляна Димитрова") было продано болгарским бизнесменам братьям К. Домусчиеву и Г. Домусчиеву и перерегистрировано в ФРГ как акционерное общество "Български морски флот".
6 апреля 2012 года судно было продано в Пакистан для разделки на металл.
30 апреля 2012 года судно завершило своё последнее плавание к месту разделки и в дальнейшем было разобрано на металлолом.

## Описание
198-метровый сухогруз, предназначенный для перевозки сыпучих грузов.

## Идентификаторы
Морской идентификационный код - LZDD (LILIANA DIMITROVA); регистрационный номер MMSI - 207020000.